# Daptomicina
La daptomicina es un antibiótico del grupo de los lipopéptidos. Es eficaz en el tratamiento de infecciones por bacterias grampositivas como Staphylococcus aureus, Streptococcus pyogenes o especies del género Enterococcus. Streptomyces roseosporus es una bacteria que produce de manera natural este fármaco y se aisló por primera vez de un cultivo de estas.

## Historia
Su uso fue aprobado por la FDA en 2003.

## Mecanismo de acción
La daptomicina actúa uniéndose a la membrana plasmática de las bacterias y provoca cambios en ellas que resultan en la muerte celular, por lo que tiene un efecto bactericida.

## Usos clínicos
Está indicada en las infecciones de piel y tejidos blandos, y también en endocarditis y bacteriemias. No es eficaz en el tratamiento de las neumonías porque el antibiótico es inactivado por el surfactante pulmonar.